# Кросс-Гілл (Південна Кароліна)
Кросс-Гілл (англ. Cross Hill) — місто (англ. town) в США, в окрузі Лоренс штату Південна Кароліна. Населення — 404 особи (2020).

## Географія
Кросс-Гілл розташований за координатами 34°18′17″ пн. ш. 81°59′0″ зх. д. / 34.30472° пн. ш. 81.98333° зх. д. (34.304770, -81.983385).  За даними Бюро перепису населення США в 2010 році місто мало площу 8,01 км², уся площа — суходіл.

## Демографія
Згідно з переписом 2010 року, у місті мешкало 507 осіб у 207 домогосподарствах у складі 152 родин. Густота населення становила 63 особи/км².  Було 241 помешкання (30/км²).
Расовий склад населення:
| - 59,4 % — чорних або афроамериканців - 38,5 % — білих - 0,2 % — азіатів |

До двох чи більше рас належало 1,2 %. Частка іспаномовних становила 2,0 % від усіх жителів.
За віковим діапазоном населення розподілялося таким чином: 20,7 % — особи молодші 18 років, 65,1 % — особи у віці 18—64 років, 14,2 % — особи у віці 65 років та старші. Медіана віку мешканця становила 42,5 року. На 100 осіб жіночої статі у місті припадало 85,7 чоловіків;  на 100 жінок у віці від 18 років та старших — 82,7 чоловіків також старших 18 років.
Середній дохід на одне домашнє господарство  становив 53 083 долари США (медіана — 43 875), а середній дохід на одну сім'ю — 60 834 долари (медіана — 49 722). За межею бідності перебувало 7,5 % осіб, у тому числі 10,2 % дітей у віці до 18 років та 6,9 % осіб у віці 65 років та старших.
Цивільне працевлаштоване населення становило 221 особа. Основні галузі зайнятості: виробництво — 31,2 %, освіта, охорона здоров'я та соціальна допомога — 26,7 %, роздрібна торгівля — 9,0 %, будівництво — 7,2 %.